# 徐大毅
徐大毅（1930年5月—2018年7月15日），男，山东济南人，中华人民共和国医学家、政治人物，曾任山西省卫生厅副厅长，山西医科大学副校长，山西省政协副主席。